# Waldemar Smaszcz
Waldemar Franciszek Smaszcz (ur. 20 grudnia 1951 w Gdańsku) – polski historyk literatury, krytyk, eseista, tłumacz.

## Życiorys
Studiował filologię polską na Uniwersytecie Mikołaja Kopernika w Toruniu pod kierunkiem prof. Konrada Górskiego i prof. Artura Hutnikiewicza (1969–1974). Debiutował w 1975 w piśmie „Kontrasty”. Współpracował m.in. z „Inspiracjami”, „Ładem”, „Poezją”, „Literaturą”, „Tygodnikiem Kulturalnym”, „Kulturą”, „Kierunkami”, „Więzią”, „Znad Wilii”.
Autor kilkunastu książek autorskich oraz kilkudziesięciu wyborów wierszy poetów polskich we własnym wyborze i z autorskimi esejami. Zajmuje się poezją polską od Bogurodzicy po współczesność, publikuje też szkice poświęcone prozie polskiej, m.in. o ks. Jakubie Wujku, Henryku Sienkiewiczu, Bolesławie Prusie, Władysławie Stanisławie Reymoncie, Piotrze Choynowskim, Kazimierzu Wierzyńskim, Zofii Kossak, Romanie Brandstaetterze.
Tłumaczył poezję Siergieja Jesienina, Walerija Briusowa, Iosifa Brodskiego, Stanisława Szewczenki i innych współczesnych poetów ukraińskich. Opublikował (wraz ze Stanisławem Szewczenką) w lwowskim wydawnictwie „Kamieniar” cztery zbiory poetów polskich w wersji polsko-ukraińskiej, zaopatrując je w krytycznoliterackie słowo wstępne i komentarze: Dlatego, że są. Antologia współczesnej poezji polskiej, Wisława Szymborska, Pod jedną gwiazdką, Czesław Miłosz, Poezje wybrane, Karol Wojtyła, Człowiek, duszpasterz, poeta.
W 2021 obchodził jubileusz siedemdziesięciolecia i 45-lecia pracy.
Spośród opracowanych przez niego wyborów poezji Wiersze ks. Jana Twardowskiego uhonorowano nagrodą Warszawskiej Premiery Literackiej (styczeń 1993), Poezje zebrane Kazimierza Wierzyńskiego otrzymały Nagrodę Złotej Sowy na Targach Dobrej Książki w Warszawie (1994), antologia poezji eucharystycznej Światło pszennego chleba została wyróżniona na Targach Wydawców Katolickich w Warszawie (1997), a seria poetycka „Z listkiem” otrzymała w 1998 r. główną nagrodę; ukazało się w niej dwadzieścia przygotowanych przez Smaszcza tomów: Karol Wojtyła, Poezje wybrane (pięć wydań), Jan Twardowski, Blisko Jezusa (pięć wydań), Kazimierz Wierzyński, Biblia polska, Maria Pawlikowska-Jasnorzewska, Świat na słomce Bożej, Jerzy Liebert, Poezje wybrane, Ernest Bryll, Kto chce znać wiatr, Jan Lechoń, Anioł polskiej doli, Krzysztof Kamil Baczyński, Noc wiary, Jerzy Braun, Tancerz otchłani i inne wiersze, Stanisław Baliński, Krajobrazy polskie, Zbigniew Jankowski, Morze przybywa z daleka, Kazimiera Iłłakowiczówna, Okruszynki nieba, Tadeusz Gajcy, Ojczyzna z drżącego płomienia, Jerzy Pietrkiewicz, Słowa są bez poręczy, Adam Mickiewicz, Rozum i wiara, Juliusz Słowacki, Przed Pańską błyskawicą, Franciszek Karpiński, Pieśni nabożne i inne wiersze, ks. Karol Antoniewicz, Drogą krzyża, Maciej Kazimierz Sarbiewski, Nad skarby wielkie, Julian Tuwim, Słowa modlitwą zrodzone.

## Odznaczenia i wyróżenienia
Otrzymał dwukrotnie nagrodę rektora Uniwersytetu Warszawskiego za badania naukowe (1981 i 1991). Wielokrotny laureat Warszawskiej Jesieni Poezji w konkursie na esej. Dwukrotny laureat Nagrody im. Włodzimierza Pietrzaka (1984 – Nagroda Młodych, 1997 – Nagroda Literacka). W 1989 otrzymał Nagrodę Twórczą Wojewody Białostockiego, w 1999 – Nagrodę Literacką Prezydenta Miasta Białegostoku im. Wiesława Kazaneckiego, w 2000 – Nagrodę Twórczą Wojewody Podlaskiego oraz Ogólnopolską Nagrodę Literacką im. Franciszka Karpińskiego, w 2005 – Nagrodę im. Witolda Hulewicza. Odznaczony Złotym Krzyżem Zasługi (2000). W 2000 papież Jan Paweł II przyznał mu odznaczenie Najczcigodniejszego Krzyża Pro Ecclesia et Pontifice. W 2021 nagrodzony Nagrodą Marszałka Województwa Podlaskiego za całokształt „wybitnych osiągnięć literackich o istotnym znaczeniu dla kultury kraju i województwa podlaskiego”.

## Twórczość
- O poezji Karola Wojtyły (1991, współautor)
- Jan Twardowski. Kapłan-poeta (1991)
- Miłość bez jutra (1994)
- Tarnów – domowa ojczyzna Romana Brandstaettera (1997) (ISBN 83-904551-0-2)
- Adam i Ewa. Rzymska miłość Mickiewicza (1998) (ISBN 83-904551-2-9)
- Słowo poetyckie Karola Wojtyły (1998),
- „Obsypany twymi dary”. Rzecz o Franciszku Karpińskim (2000)
- Ludzie, których spotkałem. Rozmowy z ks. Janem Twardowskim (2001, wyd. II poszerzone 2002)
- Ks. Jan Twardowski. Poeta nadziei (2003) (ISBN 83-8923100-X)
- „Fotografie prawdziwe, bo już niepodobne.” Ksiądz Jan Twardowski w dziewięćdziesiąte urodziny (2005) (ISBN 83-700949-2-9)

## Opracowania edytorskie
- Cyprian Norwid, Wiersze wybrane
- Jan Lechoń, Poezje
- Władysław Broniewski, Wiersze
- Władysław Broniewski, Kochałbym cię...
- Wiesław Kazanecki, Wiersze ostatnie
- Wiesław Kazanecki, Wiersze
- Jan Twardowski, Na osiołku
- Jan Twardowski, Wiersze o nadziei, miłości i wierze
- Jan Twardowski, Dom pod Dobrą Nowiną
- Jan Twardowski, Rozmowa z Matką Bożą
- Jan Twardowski, Wiersze największej nadziei
- Kasper Miaskowski, Na Kalwaryją Mikołaja Zebrzydowskiego

## Tłumaczenia
- Sergiusz Jesienin, Anna Sniegina, Czarnobylski autograf. Antologia współczesnej poezji ukraińskiej (współautor: Stanisław Srokowski)
- Stanisław Szewczenko, Letni deszcz